# Altersschwäche
Mit Altersschwäche auch Senilität oder (als 1796 von Johann Christian Reil eingeführter Begriff) Marasmus senilis wird der Abbau körperlicher Funktionen mit zunehmendem Alter bezeichnet. Dieser natürliche Prozess des Alterns, dem alle Organe und Gewebe unterliegen, wird in der Pathologie auch als physiologische Altersatrophie bezeichnet. Sie ist gekennzeichnet durch Verringerung der Organ- und Gewebsmasse sowie häufig durch Begleitphänomene wie der Ablagerung von Lipofuszin im Gewebe (braune Atrophie). Mit der Altersschwäche oder -atrophie gehen Funktionseinschränkungen des betroffenen Organs einher, wie beispielsweise Gedächtnisstörungen bei Atrophie des Gehirns. Auch eine allgemeine Abwehrschwäche und Bewegungsverarmung können Zeichen einer Altersschwäche sein. Verschiedene Erkrankungen, wie die Osteoporose, die durch Atrophie der Spongiosa von Knochen gekennzeichnet ist, können ebenfalls Folge einer natürlichen Altersatrophie sein. 
Die aus der Altersschwäche resultierenden Erkrankungen können zu Multiorganversagen und in der Folge zum Tod führen. Allerdings stellt Altersschwäche keine Todesursache dar, da in jedem Fall näher spezifizierbare, morphologisch fassbare Todesursachen vorliegen, welche aber oft nicht ohne weitere Diagnostik in einer Leichenschau bestimmbar sind.